# Papratnica
Papratnica je naseljeno mjesto u sastavu općine Žepče, Federacija Bosne i Hercegovine, BiH.

## Zemljopis
Mjesna zajednica Papratnica smještena je u kanjonu istoimene rijeke. Sastoji se sela od Gornje Papratnice, Donje Papratnice i Zapoda. U Gornjoj Papratnici nalazi se vodozahvatni bazen za vodovod općine Žepče, za koji se voda uzima iz Male rijeke. 

## Stanovništvo
| Papratnica         |                |              |              |
| godina popisa      | 1991.          | 1981.        | 1971.        |
| Hrvati             | 1.070 (94,69%) | 871 (93,85%) | 918 (87,26%) |
| Muslimani          | 49 (4,33%)     | 22 (2,37%)   | 93 (8,84%)   |
| Srbi               | 2 (0,17%)      | 10 (1,07%)   | 23 (2,18%)   |
| Jugoslaveni        | 4 (0,35%)      | 22 (2,37%)   | 10 (0,95%)   |
| ostali i nepoznato | 5 (0,44%)      | 3 (0,32%)    | 8 (0,76%)    |
| ukupno             | 1.130          | 928          | 1.052        |